# Rupert Huter
Rupert Huter (Kals am Großglockner, 1834 - Ried bei Sterzing, 1919) fou un religiós i botànic austríac. Estudià teologia a Brixen i entre els anys 1861 i 1881 exercí de capellà en diverses comunitats austríaques i posteriorment va ser nomenat expositur a Jaufental. De 1984 a 1918 fou monjo a Ried bei Sterzing. També fou un reputat estudiós de la flora dels Alps orientals i de la Mediterrània participant, juntament amb els també botànics italians Pietro Porta i Gregorio Rigo, en nombroses expedicions per la Mediterrània occidental. El gènere Hutera porta el seu nom, així com diverses espècies, entre les quals el túrbit del Puig Major, una umbel·lífera endèmica del cim del Puig Major (Coristospermum huteri = Ligusticum huteri)